# Toni Kroos
Toni Kroos (født 4. januar 1990 i Greifswald, DDR) er en tidligere tysk fodboldspiller, der senest spillede hos Real Madrid C.F. i den spanske La Liga.

## Karriere

### Klubkarriere
Kroos startede sin ungdomskarriere i klubber i det østlige Tyskland, hvor han blandt andet var tilknyttet Hansa Rostock. Her spillede han frem til 2006, hvor han blev hentet til FC Bayern München. Han startede med at være tilknyttet klubbens ungdoms- og andethold, inden han i 2007 fik sin Bundesliga-debut for klubben i en 5-0 sejr over Energie Cottbus den 26. september 2007, hvor han i denne kamp lavede 2 assists. I vinteren 2009 blev han udlejet til Bayer Leverkusen i halvandet år, og vendte tilbage i sommeren 2010.
Kroos blev i juli 2014 solgt til Real Madrid i Spanien. Spillede sidste kamp den 1. juni 2024 på Wembley, hvor klubben vandt Champions Leagues finalen med 2-0 mod Borussia Dortmund.

### Landshold
Kroos står (pr. juli 2014) noteret for 51 kampe og syv scoringer for det tyske landshold. Han var med til at vinde guld ved VM i 2014 i Brasilien, hvor han blandt andet scorede to mål i den tyske semifinalesejr på 7-1 over værtsnationen.

## Titler
Bundesligaen
- 2008, 2013 og 2014 med Bayern München

DFB-Pokal
- 2008, 2013 og 2014 med Bayern München

DFL-Ligapokal
- 2007 med Bayern München

DFL Supercup
- 2010 og 2012 med Bayern München

UEFA Champions League
- 2013 med Bayern München
- 2016 med Real Madrid C.F.
- 2017 med Real Madrid C.F.
- 2018 med Real Madrid C.F.
- 2022 med Real Madrid C.F.

• 2024 med Real Madrid C.F.
UEFA Super Cup
- 2013 med Bayern München
- 2014 med Real Madrid C.F.
- 2017 med Real Madrid C.F.
- 2022 med Real Madrid C.F.

VM for klubhold
- 2013 med Bayern München
- 2014 med Real Madrid C.F.
- 2016 med Real Madrid C.F.
- 2017 med Real Madrid C.F.
- 2018 med Real Madrid C.F.
- 2022 med Real Madrid C.F.

VM
- 2014 med Tyskland

## Eksterne kilde/henvisninger
- Wikimedia Commons har flere filer relateret til Toni Kroos
- Karriere statistik hos fussballdaten.de (tysk)
- Profil og videoer (tysk)
- Toni Kroos' opslag i Munzinger Sportsarchiv (tysk)
- Toni Kroos' spillerprofil hos FIFA (engelsk)
- Toni Kroos' spillerprofil hos UEFA (engelsk)
- Toni Kroos' profil hos Tysklands fodboldforbund (tysk)
- Toni Kroos' profil hos L’Équipe (fransk)
- Toni Kroos' profil hos EU-football.info (engelsk)
- Toni Kroos' spillerprofil på Transfermarkt (engelsk)
- Toni Kroos' spillerprofil på national-football-teams.com (engelsk)
- Toni Kroos' profil på WorldFootball.net (engelsk)
- Toni Kroos' spillerprofil på Soccerbase.com (engelsk)